# Yves Van Der Straeten
Yves Van Der Straeten (Berlare, 18 januari 1971) is een voormalige Belgische voetballer die uitkwam als keeper. Hij is ex trainer bij SK Berlare, een club waar hij eerder al speelde. Momenteel traint hij KSV Temse, een club uit de Belgische 2de amateurliga.
In april 2006 werd Van Der Straeten door zijn club Lierse SK op non-actief gezet wegens zijn vermeende betrokkenheid in de Zaak-Ye. 
In juni 2014 werd Van Der Straeten schuldig bevonden aan passieve corruptie in de Zaak-Ye. Van Der Straeten had, toen hij nog bij Lierse SK speelde, geld aanvaard om voetbalwedstrijden te beïnvloeden. Van Der Straeten gaf toe het geld aanvaard te hebben, maar was steeds voluit gegaan tijdens de wedstrijden. Dit zou verklaren waarom hij naar de bank verwezen werd in dat seizoen. Van Der Straeten kreeg hiervoor een celstraf van 10 maanden met uitstel en een geldboete van 5.500 EUR, waarvan de helft met uitstel. Die straf werd in 2015 omgezet naar 10 maanden met uitstel en een effectieve geldboete van 5.500 euro.

## Spelerscarrière
| seizoen | club             | land     | competitie         | wed. | goals |
| ------- | ---------------- | -------- | ------------------ | ---- | ----- |
| 1990/91 | RC Mechelen      | België   | Tweede Klasse      | 20   | 0     |
| 1991/92 | RC Mechelen      | België   | Tweede Klasse      | 30   | 0     |
| 1992/93 | RC Mechelen      | België   | Tweede Klasse      | 30   | 0     |
| 1993/94 | Antwerp FC       | België   | Jupiler League     | 17   | 0     |
| 1994/95 | Antwerp FC       | België   | Jupiler League     | 26   | 0     |
| 1995/96 | Antwerp FC       | België   | Jupiler League     | 31   | 0     |
| 1996/97 | Antwerp FC       | België   | Jupiler League     | 6    | 0     |
| 1996/97 | Maritimo Funchal | Portugal | SuperLiga          | 18   | 0     |
| 1997/98 | Maritimo Funchal | Portugal | SuperLiga          | 28   | 0     |
| 1998/99 | Maritimo Funchal | Portugal | SuperLiga          | 33   | 0     |
| 1999/00 | Maritimo Funchal | Portugal | SuperLiga          | 32   | 0     |
| 2000/01 | Lierse SK        | België   | Jupiler League     | 13   | 0     |
| 2001/02 | Lierse SK        | België   | Jupiler League     | 6    | 0     |
| 2002/03 | Lierse SK        | België   | Jupiler League     | 31   | 0     |
| 2003/04 | Lierse SK        | België   | Jupiler League     | 32   | 0     |
| 2004/05 | Lierse SK        | België   | Jupiler League     | 30   | 0     |
| 2005/06 | Lierse SK        | België   | Jupiler League     | 15   | 0     |
| 2006/07 | SK Berlare       | België   | Eerste Prov. O-Vl. | 26   | 0     |
| 2007/08 | SK Berlare       | België   | Eerste Prov. O-Vl. | 26   | /     |
| 2008/09 | SK Berlare       | België   | Vierde Klasse      | 28   | 0     |
| 2012/13 | SK Berlare       | België   | Vierde Klasse      | 1    | /     |
| Totaal  |                  |          |                    | 479  | 0     |